# Polik Dezső
Polik Dezső (névváltozatai: Polyk, Paulique) (Alvinc, 1873. április 9. – Budapest, 1925. július 11.) magyar filmoperatőr, a magyar film egyik úttörője.

## Életpályája
Szülei: Polik József és Zsakard Eleonóra voltak. Az 1900-as évek elejétől 1912-ig a párizsi Pathé filmgyárnál dolgozott. 1913-ban forgatta első Magyarországon készült filmjét Kolozsváron (Sárga csikó). Ezután Janovics Jenő kolozsvári műtermében dolgozott. Budapesten az Uher- és Corvin Filmgyár filmjeit fényképezte. A Radius gyár laboratóriumának vezetője volt. 1919. május 1-én 10 operatőrrel dokumentálta a felvonulást a Vörös Riport Film számára; Rácz Mihály pilóta mellett repülőgépről készített felvételeket. 1923-tól a Corvin filmgyár laboratóriumát vezette.

## Magánélete
Első felesége Hroncsok Mária volt. Három gyermekük született: Róza (1897-), Margit (1900) és Dezső (1906-1921). Második felesége Leitner Malvin volt (1874-1945), akit 1918. december 30-án vett el.
Sírja a Farkasréti temetőben található (1-1-91/92).

## Filmjei
- Göre Gábor bíró úr kalandozásai Budapesten (1913)
- Sárga csikó (1913)
- Sárga liliom (1914)
- A szökött katona (1914)
- Göre Gábor bíró úr pesti kalandozásai (1914)
- Múlt és jövő (A magyar hadtörténelem híresebb epizódjai) (1922)